# Ганнибалы
Ганнибалы — дворянский род.
Потомство прадеда А. С. Пушкина, Абрама Петровича Ганнибала.

Родословная матери моей ещё любопытнее. Дед её был негр, сын владетельного князька. Русский посланник в Константинополе как-то достал его из сераля, где содержался он аманатом, и отослал его Петру Первому вместе с двумя другими арапчатами. Государь крестил маленького Ибрагима в Вильне, в 1707 году, с польской королевою, супругою Августа, и дал ему фамилию Ганибал. В крещении наименован он был Петром; но как он плакал и не хотел носить нового имени, то до самой смерти назывался Абрамом. Старший брат его приезжал в Петербург, предлагая за него выкуп. Но Петр оставил при себе своего крестника. — А. С. Пушкин. Начало новой автобиографии, 1834

Сыновья А. П. Ганнибала, кроме старшего, Ивана Абрамовича, не были выдающимися людьми и не обладали дарованиями и высокими нравственными качествами своего отца. Однако, некоторые из них достигли высоких чинов, никогда ни в ком не заискивая, служили, не прислуживаясь и сохраняя чувство собственного достоинства.
— Ганнибал А. С. Ганнибалы: Новые данные для их биографий // Пушкин и его современники: Материалы и исследования. — Петроград: Комис. для изд. соч. Пушкина при Отд-нии рус. яз. и словесности Имп. акад. наук, 1914. — Вып. 19/20. — С. 270—309.
Род записан в VI часть родословной книги Псковской губернии.
- Ганнибал, Абрам Петрович (ок. 1697—1781) — прадед А. С. Пушкина
  - Иван Абрамович (1735—1801) — генерал-аншеф, основатель Херсона и главный командир Херсонской крепости.
  - Пётр Абрамович (1742—1826) — генерал-майор, псковский предводитель дворянства (1774—1796). Пушкин встречался с ним в 1817 и 1825 годах.
    - Христина Петровна (род. 1778)
    - Вениамин Петрович (1780—1839) — помещик, чиновник 14-го класса, композитор
    - Александра Петровна (род. 1787)

  - Ганнибал, Осип Абрамович (1744—1806) — капитан 2 ранга
    - Надежда Осиповна (в зам. Пушкина; 1775—1836) — мать А. С. Пушкина

  - Ганнибал, Исаак Абрамович (1747—1808) — служил в морской артиллерии, капитан 3 ранга
    - Павел Исаакович (1776—1841) — подполковник Изюмского гусарского полка
    - Яков Исаакович (1777—1840-е) — лейтенант флота
      - Александр Яковлевич (1797—1834) — помещик
        - Георгий Александрович (1832—1908) — отставой поручик
          - Яков Георгиевич (1880—1938) — полковник, георгиевский кавалер.

      - Евгения Яковлевна (1798/1802 — ?). Муж — опочецкий помещик Александр Адамович Глаубич

    - Ганнибал, Семён Исаакович (1791—1853) — поручик артиллерии
      - Анна Семёновна (Пушкина-Ганнибал) (1849—1925) — троюродная сестра А. С. Пушкина, педагог, историк и литератор

  - София Абрамовна Ганнибал (1759—1802) OO  Адам Карлович фон Роткирх (1746—1797) — главноуправляющий в Павловске (1792—1779), автор «Немецкой биографии А. П. Ганнибала»[1]